# Daniel Theorin
Pour les articles homonymes, voir Theorin.
Daniel Theorin, né le 4 août 1983 à Härnösand en Suède, est un footballeur suédois qui évolue au poste de défenseur central.

## Biographie

### Débuts professionnels
Né à Härnösand en Suède, Daniel Theorin est formé par le GIF Sundsvall, sans pour autant avoir sa chance en équipe première. Il joue ensuite dans les divisions inférieures du pays, à l'IFK Timrå (en) puis au Friska Viljor FC.
Theorin rejoint en janvier 2005 le club norvégien du Lyn Oslo. Pendant deux saisons, il joue dans l'Eliteserien, la première division norvégienne. Il dispute un total de 34 matchs en Eliteserien, inscrivant un but.
Il dispute son premier match de Coupe d'Europe le 27 juillet 2006, face aux Estoniens du FC Flora Tallinn, lors du 1er tour de la Coupe UEFA (0-0).

### Gelfe IF
En 2008, Daniel Theorin s'engage en faveur du Gefle IF, club évoluant dans l'Allsvenskan (D1 suédoise). Il joue son premier match le 26 juillet 2008, lors d'une rencontre de championnat perdue face à l'IFK Göteborg (0-1). Il s'y impose comme titulaire, où il joue pendant quatre ans.
Avec Gelfe, il joue près de 100 matchs en Allsvenskan. Lors de la saison 2011, il inscrit quatre buts en Allsvenskan, ce qui constitue ses seuls buts inscrits dans ce championnat.

### Hammarby IF
Daniel Theorin rejoint le club d'Hammarby IF en janvier 2012. Le club évolue en Superettan (D2 suédoise).
Il dispute avec Hammarby une cinquantaine de matchs dans ce championnat, marquant un but.

### IK Frej
En janvier 2015, Theorin s'engage librement avec l'IK Frej, club évoluant alors en Superettan (D2). À l'issue de la saison 2016, il met un terme à sa carrière.